# نیمتشیتسه (ناحیه کرومیریژ)
نیمتشیتسه (به چکی: Němčice) یک منطقهٔ مسکونی در جمهوری چک است که در ناحیه کرومیریژ واقع شده‌است. نیمتشیتسه ۲٫۹۱ کیلومتر مربع مساحت و ۳۷۳ نفر جمعیت دارد و ۲۲۸ متر بالاتر از سطح دریا واقع شده‌است.